# Dumești (okręg Hunedoara)
Dumești – wieś w Rumunii, w okręgu Hunedoara, w gminie Vorța. W 2011 roku liczyła 9 mieszkańców.